# Oblys de Kostanaï
L'oblys de Kostanaï (en kazakh : Қостанай облысы) est une région administrative du Kazakhstan.
C’est le territoire où habite la majorité des Madiars, qui pourraient être apparentés aux Magyars de Hongrie.

## Divisions administratives

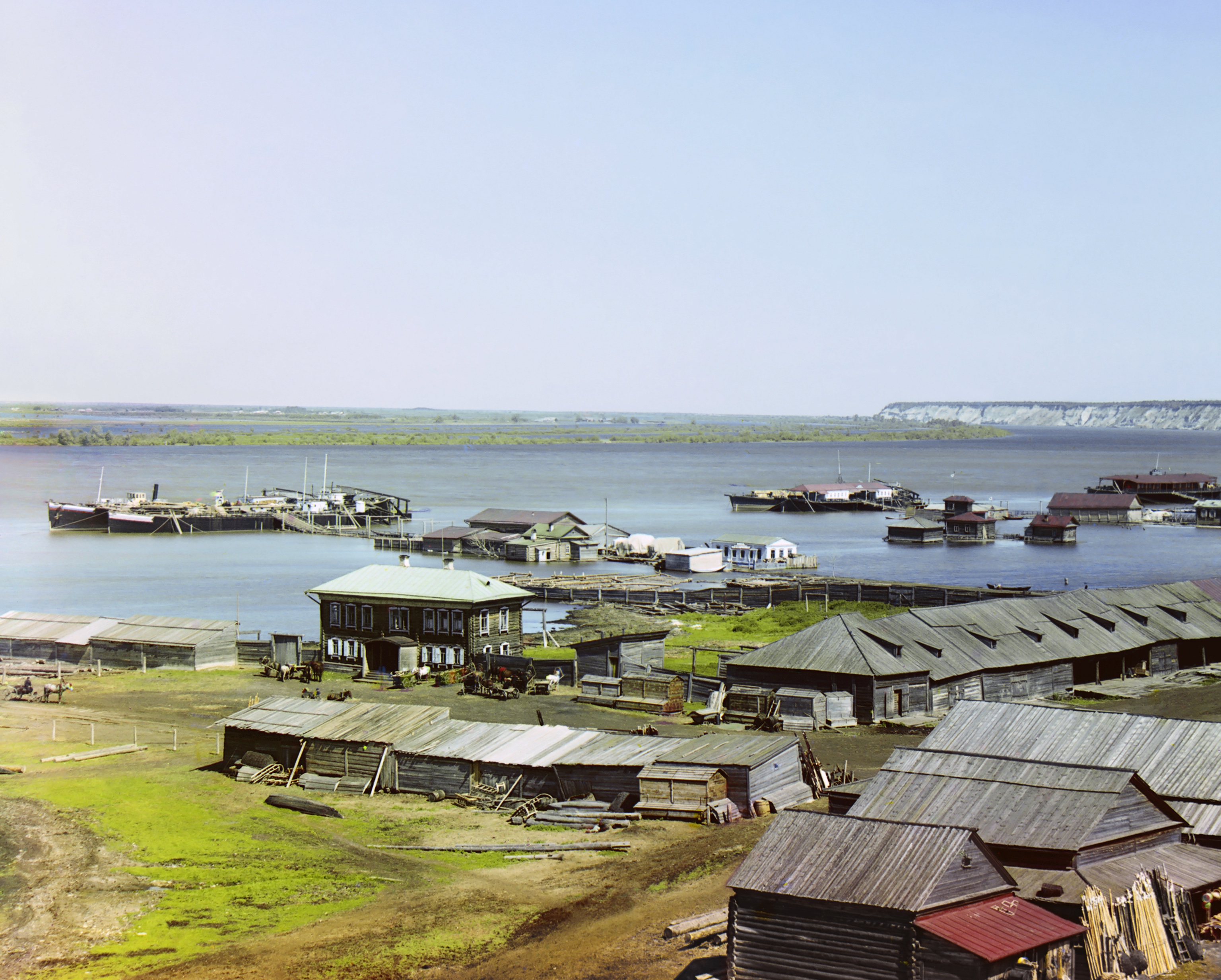
Confluence des rivières Irtych et Tobol.

La province est divisée en seize districts et quatre villes (Kostanaï, Arkalyk, Lissakovsk et Roudny).

### Districts
| District              | Chef-lieu       |
| --------------------- | --------------- |
| District d'Altynsarin | Obagan          |
| District d’Amangeldi  | Amangeldi       |
| District d’Auliekol   | Auliekol        |
| District de Denisov   | Denisovka       |
| District de Fyodorov  | Fyodorovka      |
| District de Jangueldy | Torgaï          |
| District de Jitikara  | Jitikara        |
| District de Kamysty   | Kamysty         |
| District de Karabalyk | Karabalyk       |
| District de Karasu    | Karasu          |
| District de Kostanaï  | Kostanaï        |
| District de Mendykara | Borovskoye (en) |
| District de Nauyrzym  | Karamendy       |
| District de Sarykol   | Sarykol         |
| District de Taran     | Taran           |
| District d'Uzunkol    | Uzunkol         |

### Villes
| Ville      |
| ---------- |
| Roudny     |
| Kostanaï   |
| Arkalyk    |
| Lissakovsk |